# Zofia Teofila Daniłowiczówna
Zofia Teofila z Daniłowiczów Sobieska (ur. 1607 w Żurowie, zm. 27 listopada 1661 w Żółkwi) – córka wojewody ruskiego Jana Daniłowicza i Zofii z Żółkiewskich, córki hetmana Stanisława Żółkiewskiego. Matka króla Jana III Sobieskiego.

## Życiorys
W 1623 wraz z matką Zofia i babką Reginą z Herburtów odparła napad Tatarów na Olesko, stając na czele służby zamkowej. 16 maja 1627 poślubiła na zamku w Olesku podczaszego koronnego Jakuba Sobieskiego. Wniosła w posagu majątki należące niegdyś do Żółkiewskich i część dóbr Daniłowiczów, jak również dwa domy w Warszawie i komplet kosztowności rodzinnych. Po ślubie małżonkowie zamieszkali w należącym do Jakuba Złoczowie. Po kilku latach przenieśli się jednak do rezydencji w Żółkwi. Z małżeństwa z Jakubem doczekała się siedmiorga dzieci:
- Marka – starostę krasnostawskiego,
- Jana – późniejszego króla polskiego,
- Zofię (ur. 19 marca 1630, zm. w dzieciństwie),
- Katarzynę – żonę Władysława Dominika Zasławskiego i Michała Kazimierza Radziwiłła,
- Annę Rozalię – benedyktynkę we Lwowie,
- Stanisława (ur. 29 marca 1638, zm. w dzieciństwie),
- Stanisława (ur. 16 września 1641, zm. w dzieciństwie).

Prowadziła surową politykę małżeńską wobec swoich dzieci. W 1652 zapobiegła małżeństwu swego syna Jana, zakochanego w pannie Orchowskiej, będącej córką ochmistrza Pawła Orchowskiego. Nie tolerowała również związku syna z Marią Kazimierą d’Arquien. Podobnie postępowała wobec córki Katarzyny, na której wymusiła małżeństwo z wojewodą krakowskim Władysławem Dominikiem Zasławskim-Ostrogskim. Teofila była również osobą niezwykle pobożną. Fundowała liczne kościoły i klasztory, a marcu 1653 udała się na kilkuletnią pielgrzymkę do Włoch.
Teofila zmarła w Żółkwi, gdzie w lutym 1662 została pochowana w kościele dominikanów. W czerwcu 1946 szczątki Teofili zostały wywiezione z Żółkwi i przewiezione do Lublina. Ostatecznie w 1983 zostały złożone w krypcie pod kaplicą Matki Boskiej Różańcowej przy kościele Św. Trójcy w Krakowie.